# Micoud (Quarter)
Micoud ist ein Quarter (Distrikt) im Süden des Inselstaates St. Lucia. Das Quarter hat 14.505 Einwohner (Volkszählung 2011). Hauptort des Quarters ist die am Meer gelegene Gemeinde Micoud. Er ist einer von 10 Distrikten des Staates.
In den 2000er Jahren wurde der Distrikt Praslin dem Distrikt Micoud zugeschlagen. Die Zählung von 2010 bildet den Großdistrikt ab und dokumentiert eine schrumpfende Bevölkerungszahl.

## Einwohnerentwicklung
Volkszählungsergebnisse:
- 1970: 10.145
- 1980: 11.934
- 1991: 15.088
- 2001: 17.153
- 2010: 16.284
- 2011: 14.505

## Orte
- Desruisseau
- Micoud
- Praslin